# Publi Sulpici Saverrió (cònsol 304 aC)
Publi Sulpici Saverrió (en llatí Publius Sulpicius Saverrio) va ser un magistrat romà. Formava part de la gens Sulpícia.
Va ser elegit cònsol l'any 304 aC junt amb Publi Semproni Sop. Segons els Fasti va obtenir el triomf sobre els samnites, però Titus Livi explica que Saverrió va estar-se a Samni amb un exèrcit quan totes les hostilitats estaven suspeses, ja que es feien negociacions de pau que es van acordar a la fi de l'any i es va restaurar l'antiga aliança amb els samnites. Uns anys després va ser censor junt amb el mateix col·lega que havia tingut al consolat (Smith, al seu Diccionari de biografia i mitologia, dona la data 229 aC, que és impossible) i va establir les noves tribus aniensis i terentina.